# Đỗ Văn Đại
Đỗ Văn Đại (sinh ngày 21 tháng 5 năm 1974) là nhà luật học, nhà giáo, luật gia người Việt Nam, Viện sĩ Viện Hàn lâm quốc tế về Luật So sánh. Trong cộng đồng khoa học ngành luật và đơn vị sự nghiệp công lập, ông là Phó Hiệu trưởng Trường Đại học Luật Thành phố Hồ Chí Minh, Thành viên Hội đồng Tư vấn án lệ, Tòa án nhân dân tối cao, và giữ các vị trí khác như Trọng tài viên, Phó Chủ tịch Hội đồng khoa học, Phó Viện trưởng Viện Trọng tài, Trung tâm Trọng tài Quốc tế Việt Nam, Hòa giải viên Trung tâm Hòa giải Việt Nam.
Đỗ Văn Đại là luật gia nổi tiếng của ngành luật Việt Nam, học hàm và học vị là Giáo sư, Tiến sĩ Luật học, có nhiều năm học tập và nghiên cứu, giảng dạy tại Pháp để rồi trở về công tác ở Việt Nam, công bố số lượng lớn công trình nghiên cứu luật chủ yếu về tư pháp, lĩnh vực luật dân sự, kinh doanh thương mại, nghiên cứu và bình luận bản án, được biết đến là nhà giáo có tâm huyết lớn với nghề giáo, nhà khoa học có các đóng góp cho quá trình phát triển án lệ, và là một trong những viện sĩ đầu tiên của Việt Nam tại một viện hàn lâm luật học quốc tế lâu đời và danh tiếng bậc nhất.

## Xuất thân và giáo dục
Đỗ Văn Đại sinh ngày 21 tháng 5 năm 1974 tại xã Hoàng Ninh, nay là thị trấn Nếnh, huyện Việt Yên, tỉnh Bắc Giang. Ông lớn lên và tốt nghiệp phổ thông ở quê nhà, sau đó thi đỗ thủ khoa Trường Đại học Luật Hà Nội, nhập học ngành luật ở thủ đô vào năm 1993. Năm 1994, ông là một trong 10 thủ khoa đại học ở Việt Nam được chọn đi du học tại Pháp, tiếp tục học cử nhân ngành luật thuộc hệ thống luật thành văn bằng tiếng Pháp tại Đại học Aix-Marseille III (tức Đại học Paul Cézanne Aix-Marseille III) ở Aix-en-Provence, tỉnh Bouches-du-Rhône rồi tốt nghiệp năm 1999. Cùng năm này, ông theo học cao học luật chuyên ngành luật kinh doanh và bảo vệ luận văn đề tài Le sort de la caution en cas de redressement judiciaire du débiteur principal en Droit français năm 2000.
Năm 2001, Đỗ Văn Đại thi đỗ nghiên cứu sinh tại Aix-Marseille III, bảo vệ thành công ở mức xuất sắc luận án tiến sĩ đề tài Le rôle de l'intérêt privé dans le contrat en Droit français và trở thành Tiến sĩ Luật học vào tháng 1 năm 2004. Luận án này được hướng dẫn bởi Giáo sư Jacques Mestre, Chủ tịch Hiệp hội Tiến sĩ Luật nước Pháp, được in ấn và xuất bản bởi Nhà xuất bản Paul Cézanne Aix-Marseille. Vào tháng 3 năm 2005, ông thi đỗ kỳ thi quốc gia Pháp về Maître de conferences, tức chức danh dưới chức danh Giáo sư đại học tại Pháp và tiếp tục nghiên cứu luật học song song ở cả Pháp và Việt Nam.

## Sự nghiệp luật học

### Giảng dạy và nghiên cứu

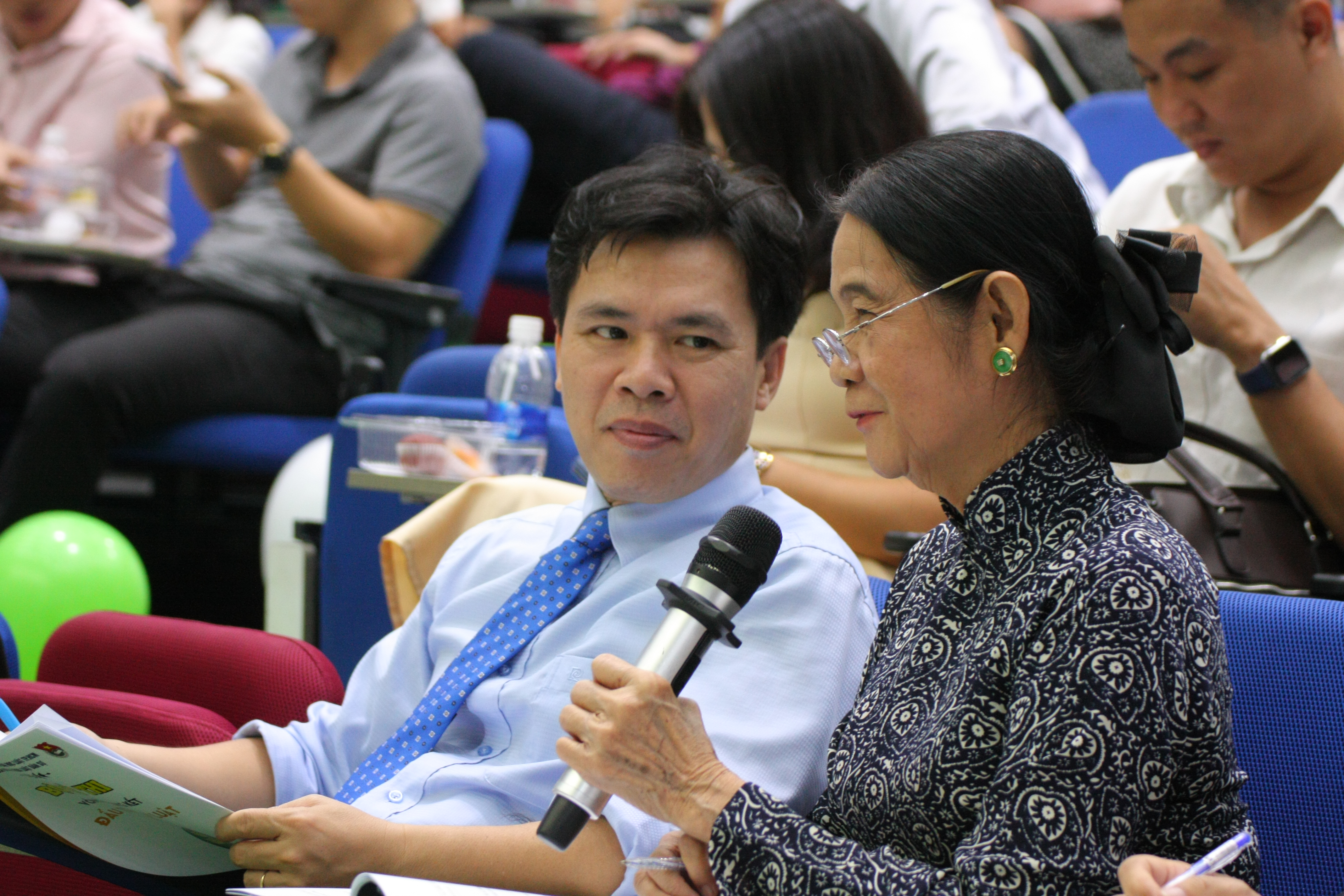
Thầy Đỗ Văn Đại và Luật sư Trương Thị Hòa tại Trường Đại học Luật Thành phố Hồ Chí Minh.

Năm 2001, Đỗ Văn Đại bắt đầu sự nghiệp giảng dạy khi là giảng viên bộ môn Tư pháp quốc tế của Pháp tại Aix-en-Provence ở ngôi trường ông là nghiên cứu sinh. Năm 2004, sau khi trở thành Tiến sĩ Luật, ông tham gia giảng dạy ở hai nước nhiều bộ môn như Tư pháp quốc tế của Việt Nam, Luật Thương mại, Luật Dân sự, Luật Kinh doanh quốc tế, Luật Hợp đồng, Luật Hình sự chung, Luật Phá sản ở Paris II, Paris XIII của Đại học Paris, Đại học Aix-Marseille III, Đại học Tours, Đại học Quốc gia Lào, Đại học Hoàng gia Phnôm Pênh, Trường Đại học Ngoại thương và Nhà pháp luật Việt Pháp – một cơ sở giảng dạy lĩnh vực pháp lý được hợp tác xây dựng bởi Chính phủ Việt Nam và Chính phủ Pháp. Ở Pháp, ông dành nhiều thời gian cho Aix-Marseille III khi đồng thời từng tham gia vào việc hướng dẫn nghiên cứu của học viên cao học, giáo sư thỉnh giảng, tham gia nhóm nghiên cứu quốc tế của Paul Cézannes, các hội thảo quốc tế của Hội đồng chấm luận án tiến sĩ luật học tại Paul Cézannes và Tours.
Năm 2007, Đỗ Văn Đại trở về Thành phố Hồ Chí Minh từ Pháp và chính thức bắt đầu giảng dạy, hoạt động giáo dục ở đây trong một khoảng thời gian dài, đồng thời là Trưởng bộ môn Luật Dân sự tại Trường Đại học Luật Thành phố Hồ Chí Minh, các chuyên môn về nguyên tắc chung, tài sản, thừa kế, hợp đồng và bồi thường thiệt hại ngoài hợp đồng. Năm 2011, ông giữ vị trí Quyền Trưởng khoa Luật dân sự, là Giảng viên cao cấp được phong học hàm Phó Giáo sư ngành Luật, và chính thức là Trưởng khoa từ tháng 4 năm 2012. Bên cạnh việc giảng dạy đại học, sau đại học, ông thực hiện nhiều công trình nghiên cứu khoa học về luật dân sự ở trong nước và quốc tế, đăng tải nhiều bài viết ở các tạp chí luật học quốc tế danh tiếng như Journal of International Economic Law, Revue internationale de droit comparé, Revue internationale de droit économique, Revue Recherche juridique-Droit prospectif, Uniform Law Review. Cũng trong sự nghiệp của mình, ông cộng tác nghiên cứu với nhiều trường đại học, tổ chức nghiên cứu quốc tế và được bầu làm Viện sĩ Viện Hàn lâm quốc tế về Luật So sánh (International Academy of Comparative Law – IACL) vào ngày 19 tháng 7 năm 2021, trở thành một trong những viện sĩ Việt Nam đầu tiên của tổ chức luật học danh tiếng này. Thời điểm trở thành Viện sĩ IACL, ông được cộng đồng khoa học ngành luật và xã hội quan tâm, được nhiều chuyên gia pháp lý đánh giá là "người ghi dấu Việt Nam lên bản đồ luật học thế giới"; được Hiệp hội Tiến sĩ Luật nước Pháp vinh danh là Portrait d'un grand juriste ("Chân dung một một Luật gia lớn"). Tháng 3 năm 2022, ông được Hội đồng Giáo sư Nhà nước công nhận đạt chuẩn chức danh giáo sư trong đợt xét năm 2021 và trở thành Giáo sư ngành Luật duy nhất được công nhận trong đợt này.

### Hoạt động thực tiễn

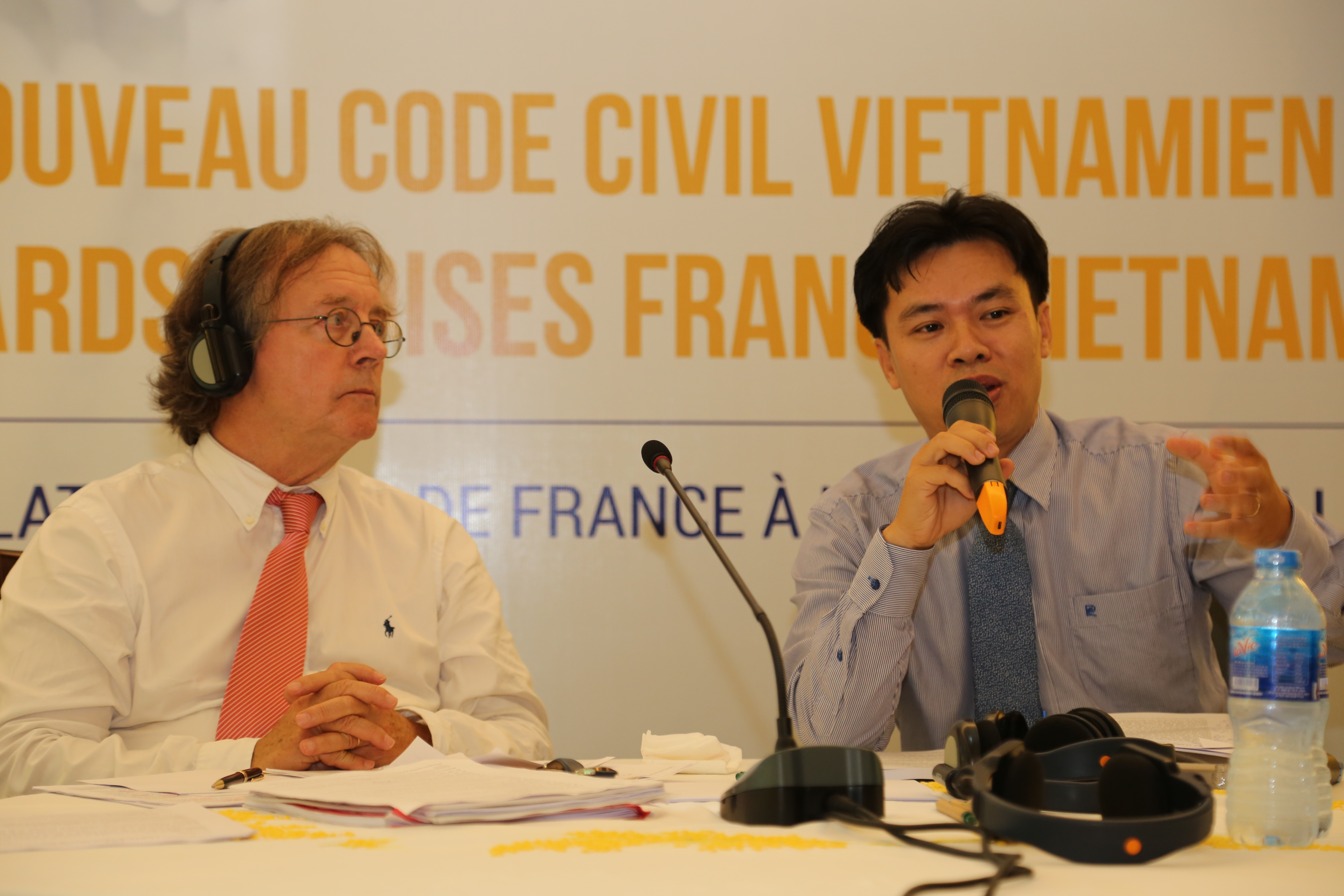
Đỗ Văn Đại tại Hội thảo về Bộ luật Dân sự 2015.

Bên cạnh sự nghiệp giảng dạy và nghiên cứu, Đỗ Văn Đại tham gia những hoạt động thực tiễn khác như công tác ở đơn vị sự nghiệp công lập, tổ chức phi chính phủ trong nước và quốc tế, tất cả đều về hoạt động pháp luật. Những năm 2004–05, ông thực hiện công tác tổ chức các hội thảo về dự thảo soạn thảo văn bản quy phạm pháp luật như Dự thảo Luật Doanh nghiệp chung, Luật Đầu tư chung với sự có mặt của Pierre Bézard, nguyên Chánh tòa Tòa thương mại Tòa án tối cao Pháp; Dự thảo Nghị định áp dụng Luật Thương mại với sự tham gia của Michel Raynaud, Viện Công tố Tòa án tối cao Pháp; Dự thảo Nghị định áp dụng Luật Cạnh tranh với sự tham gia của Françoise Aubert, Phó Chủ tịch Hội đồng cạnh tranh Pháp; Hội thảo quốc tế về Soạn thảo hợp đồng thương mại quốc tế với sự có mặt của Henri Lesguillons, Tổng biên tập Tạp chí Journal of International Commercial Law; Hội thảo kỷ niệm 200 năm Bộ luật Dân sự Pháp với sự tham gia của Guy Canivet, Chánh án Tòa án tối cao Pháp.
Ở trong nước, ông tham gia biên tập Tập chí Nghiên cứu lập pháp của Văn phòng Quốc hội, cùng đoàn khảo sát tại Pháp về quản lý tòa án, thống kê và hoạt động của lục sự với sự tham gia của Phó Chánh án Nguyễn Sơn. Giai đoạn 2012–15, ông tham gia tổ biên tập sửa đổi Bộ luật Dân sự, chỉnh lý Dự thảo Luật Trách nhiệm bồi thường của Nhà nước theo yêu cầu của Ủy ban Pháp luật của Quốc hội. Về lĩnh vực án lệ Việt Nam, Đỗ Văn Đại có nhiều đóng góp trong nghiên cứu và kiến nghị trong quá trình xây dựng và phát triển án lệ, được Chánh án Nguyễn Hòa Bình bổ nhiệm làm Thành viên Hội đồng Tư vấn án lệ của Tòa án nhân dân tối cao từ tháng 7 năm 2017. Trong thời kỳ xây dựng trở lại này, ông cho rằng chính sách áp dụng án lệ vào thực tiễn sẽ góp phần đột phá tư duy áp dụng pháp luật, đã đề xuất một số bản án và được Hội đồng Thẩm phán thông qua, trở thành án lệ như bản án về hợp đồng tín dụng thế chấp quyền sử dụng đất ở Bà Rịa – Vũng Tàu trở thành Án lệ 36; bản án tranh chấp hợp đồng dịch vụ nổi tiếng ở khu du lịch tỉnh Khánh Hòa của Tòa án nhân dân thành phố Nha Trang trở thành Án lệ 42, bản án có nội dung về việc công nhận hiệu lực hợp đồng chuyển nhượng quyền sử dụng đất có vi phạm điều kiện về hình thức trở thành Án lệ 55; hai bản án hôn nhân và gia đình về vấn đề chấm dứt việc nuôi con nuôi khi con nuôi chưa thành niên, và thời điểm bắt đầu thực hiện nghĩa vụ cấp dưỡng cho con trở thành Án lệ 61 và Án lệ 62.
Bên cạnh đó, ông tham gia hoạt động ở các tổ chức phi chính phủ, là Hòa giải viên Trung tâm Hòa giải Việt Nam từ năm 2018; Trọng tài viên Trung tâm Trọng tài Quốc tế Việt Nam (VIAC), đồng thời cũng là Phó Chủ tịch Hội đồng khoa học VIAC từ năm 2012; là Chủ nhiệm Ủy ban Pháp luật Việt Nam tại IACL trước khi trở thành Viện sĩ của Viện Hàn lâm này. Ngoài ra, ở VIAC, ông được vinh danh là một trong tám Ngôi sao giải quyết tranh chấp nhân dịp các đợt kỷ niệm 25, 30 năm thành lập VIAC vào năm 2019, 2023, và là Trọng tài viên trẻ nhất nhận được danh hiệu này.

## Quan điểm giáo dục

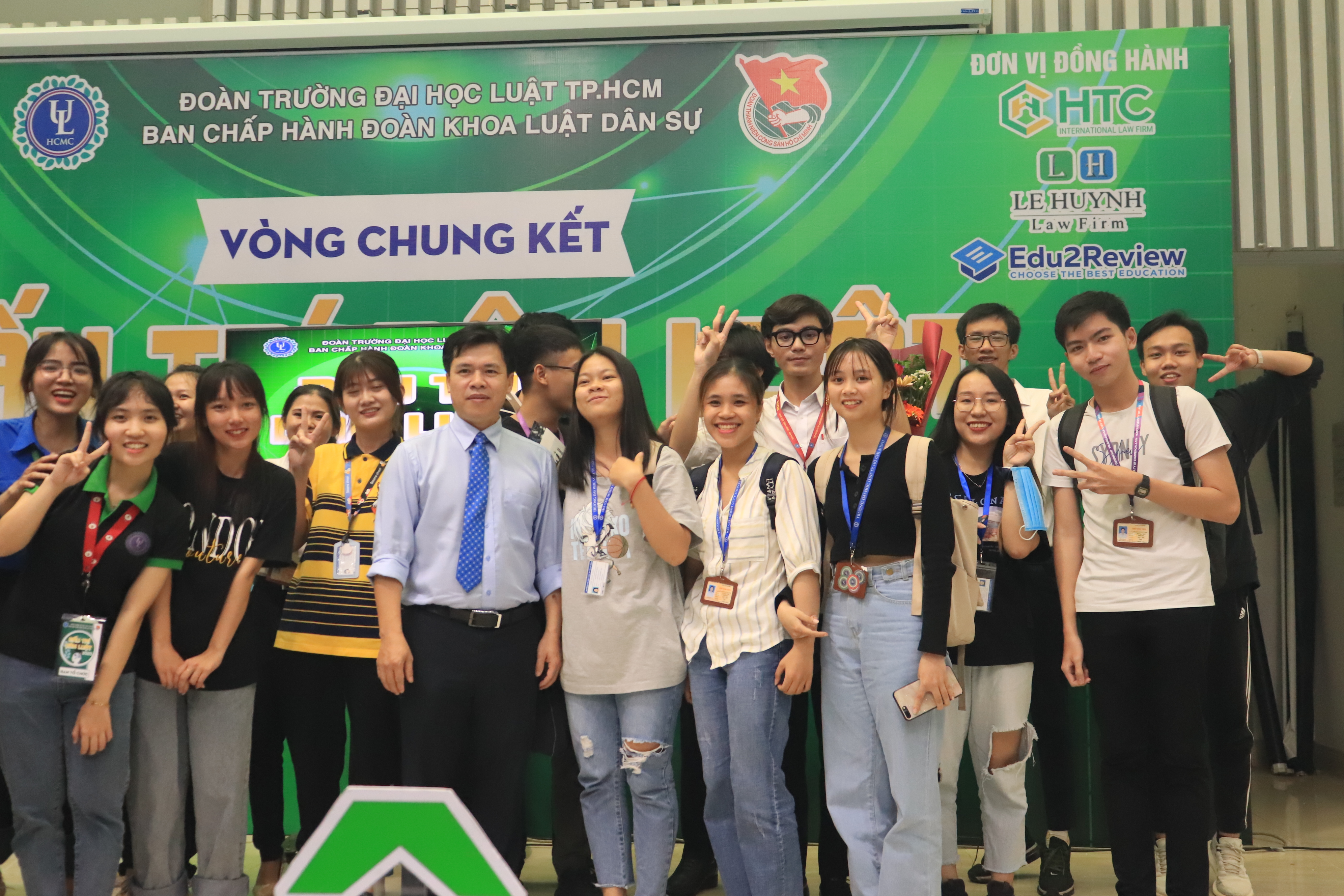
Thầy Đỗ Văn Đại và sinh viên HCMULaw trong cuộc thi Đấu trí Dân Luật.

Trong sự nghiệp giảng dạy của mình, Đỗ Văn Đại được biết đến với tinh thần đề cao nghề giáo. Khi bắt đầu giảng dạy ở Việt Nam, ông đã thay đổi phương pháp truyền đạt kiến thức ở nước ngoài mà chủ yếu là Pháp sang phương pháp để thích nghi với giáo dục trong nước, tập trung vào việc nghiên cứu án và đưa án trên thực tế vào quá trình giảng dạy với mục tiêu giúp sinh viên luật có tầm nhìn mới, tiếp cận và trực tiếp thực hiện nghiên cứu án, tích lũy kiến thức ngành luật. Về quan điểm giáo dục, ông cho rằng chỉ kiến thức nền tảng là chưa đủ, bên cạnh nền tảng thì cần phải truyền tải cho sinh viên "những cái tốt mà pháp luật mang lại cho cuộc sống, cái xấu mà pháp luật không nên có cho xã hội"; ông đã vận dụng tri thức từ môi trường pháp lý trong quá trình soạn thảo văn bản quy phạm pháp luật ở Quốc hội, Bộ Tư pháp, từ việc giải quyết tranh chấp cụ thể ở các tổ chức như Trung tâm Trọng tài Quốc tế Việt Nam để diễn giải cho sinh viên. Với quan điểm và nỗ lực trong nghề giáo, ông được nhiều thế hệ sinh viên ngành luật kính trọng và ngưỡng mộ.

## Công trình khoa học
Đỗ Văn Đại có nhiều công trình khoa học gồm sách, bài báo khoa học, đề tài nghiên cứu khoa học cấp bộ, cấp Nhà nước về ngành luật, có thể kể đến các công trình nổi tiếng được đăng tải, xuất bản bởi tạp chí khoa học, nhà xuất bản uy tín trong nước và quốc tế:

### Công trình quốc tế
- Đỗ Văn Đại (2012). La responsabilité professionnelle des juristes au Vietnam, trong Association H. Capitant, Les professions juridiques.[27]
- Đỗ Văn Đại (2013). Le fonds d'investissement au Vietnam, trong Th. Granier (chủ biên), Les fonds d'investissement.[28]
- Đỗ Văn Đại (2015). La protection de l'Innovation au Vietnam, trong P-D. Cervetti (chủ biên), L'Innovation à l'épreuve de la mondialisation.[29]
- Đỗ Văn Đại (2015). Les actions civiles contre le maitre d'ouvrage public, trong A. Berramdane et M. Trochu, Le partenariat public-privé dans le cadre UE-ASEAN.[30]
- Đỗ Văn Đại (2016). Pour l'arbitre : l'amiable composition, une voie à privilégier ?, trong J. Mestre (chủ biên), La paix, un possible objectif pour les juristes de droit des affaires.[31]
- Đỗ Văn Đại; Ngô Quốc Chiến (2016). Tiers et contrat au Vietnam, trong Association H. Capitant, Les tiers.[32]
- Đỗ Văn Đại (2016). Tiers et biens au Vietnam, trong Association H. Capitant, Les tiers.[32]
- Đỗ Văn Đại (2017). Interprétation et Application de la Convention de New York au Vietnam, trong George A. Bermann (chủ biên), Recognition and Enforcement of Foreign Arbitral Awards – The Interpretation and Application of the New York Convention by National Courts.[33]
- Đỗ Văn Đại; Ngô Quốc Chiến (2018). La réforme du droit de la responsabilité civile: Regards croisés Vietnamo-Français.[34]
- Đỗ Văn Đại (2019). Le règlement des litiges entre consommateur et professionnel par voie d'arbitrage: Regards croisés vietnamo-français, trong Mélanges Jacques Mestre.[35]
- Đỗ Văn Đại (2019). Le rôle de la volonté des parties dans les recours à l'encontre des sentences arbitrales internationales.[36]
- Đỗ Văn Đại (2019). La protection du tiers lésé par une sentence arbitrale.[37]
- Đỗ Văn Đại; Ngô Quốc Chiến (2020). Vulnérabilité économique au Vietnam, trong La Vulnérabilité.[38]

### Tiếng Việt
- Đỗ Văn Đại (2010). Tuyển tập các bản án, quyết định của Tòa án Việt Nam về quyền sử dụng đất.[39]
- Đỗ Văn Đại; Nguyễn Văn Tiến (2010). Tuyển tập các bản án, quyết định của Tòa án Việt Nam về Tố tụng dân sự.[40]
- Đỗ Văn Đại; Mai Hồng Quỳ (2010). Tư pháp quốc tế Việt Nam.[41]
- Đỗ Văn Đại; Trần Hoàng Hải (2011). Pháp luật Việt Nam về trọng tài thương mại.[42]
- Đỗ Văn Đại (2012). Giao dịch và giải quyết tranh chấp giao dịch về quyền sử dụng đất.[43]
- Đỗ Văn Đại; Nguyễn Trương Tín (2014). Pháp luật Việt Nam về trách nhiệm bồi thường của Nhà nước.[44]
- Đỗ Văn Đại (2017). Luật nghĩa vụ dân sự và bảo đảm thực hiện nghĩa vụ dân sự: Bản án và bình luận bản án, tập 1,[45] tập 2.[46]
- Đỗ Văn Đại (2018). Luật Bồi thường thiệt hại ngoài hợp đồng Việt Nam: Bản án và bình luận bản án.[47]
- Đỗ Văn Đại (2019). Luật thừa kế Việt Nam: Bản án và bình luận bản án.[48]
- Đỗ Văn Đại (2019). Luật các biện pháp bảo đảm thực hiện nghĩa vụ Việt Nam: Bản án và bình luận bản án.[49]
- Đỗ Văn Đại (2020). Luật hợp đồng Việt Nam: Bản án và bình luận bản án, tập 1,[50] tập 2.[51]
- Đỗ Văn Đại (2020). Các biện pháp xử lý việc không thực hiện đúng hợp đồng trong pháp luật Việt Nam.[52]